# Club Deportivo Sariñena
El Club Deportivo Sariñena es un club de fútbol español, de la localidad monegrina de Sariñena, en Huesca, Aragón. Fue fundado en 1945  y compite actualmente en la Primera Regional de Aragón (Grupo II).

## Historia
Antecedentes
Los inicios del fútbol en Monegros se darían con el primer club formado en Sariñena, en el año 1922, con la formación del Foot-ball Club Sariñena, equipo que vestía camisa azulgrana y pantalón negro y jugaba en el Campo de Los Jinjoleros en la carretera de Zaragoza. Posteriormente el Ku Klux Klan F. C. se formó en 1928, con disidentes del anterior club, llevando una vestimenta con camisa gualdinegra y pantalón negro. Ambos equipos acabaron uniéndose, en el F. C. Sariñena que jugaría hasta el inicio de la Guerra civil española.
Orígenes
Ya en la posguerra, en 1941, se formó un nuevo equipo promovido por el Frente de Juventudes, que se denominaría Club de Fútbol Sariñena F. J., que vestirían con camisa y panzalón azul. Germen del que posteriormente sería el Educación y Descanso de Sariñena, que vestían completamente de blanco y jugaban en el llamado tercer campo. Para 1946, reaparecería un nuevo C. F. Sariñena, que en 1947 gana la copa de campeones provinciales.
En 1956 es fundado el actual C. D. Sariñena, y debutaría en 1977 en la Tercera División española de fútbol. En octubre de 2011 cumplió 1.000 partidos consecutivos en Tercera.
Ascenso a Segunda División B
Si bien en 2005 el Sariñena jugaría contra el Racing de Santander "B" la promoción de ascenso a Segunda División B no sería hasta la temporada 2012-13, el club desarrolló su mejor temporada en la historia, proclamándose campeón del grupo aragonés de la Tercera División . Esta posición, le habilitó para jugar la final de los play-off de ascenso a la tercera categoría de futbol nacional. Se enfrentó al Haro, club riojano con amplia experiencia también en esta categoría. El 26 de mayo de 2013, los monegrinos ganaron la ida en El Mazo al Haro con un marcador de 0-1, aunque no fue hasta una semana después, el 1 de junio de 2013 en el partido de vuelta, cuando se certificó su ascenso en el campo de El Carmen, con un lleno absoluto, frente a la afición sariñenense. El resultado global fue de 2-0, ambos goles de Samba, culminando el club una temporada para enmarcar.

## Estadio

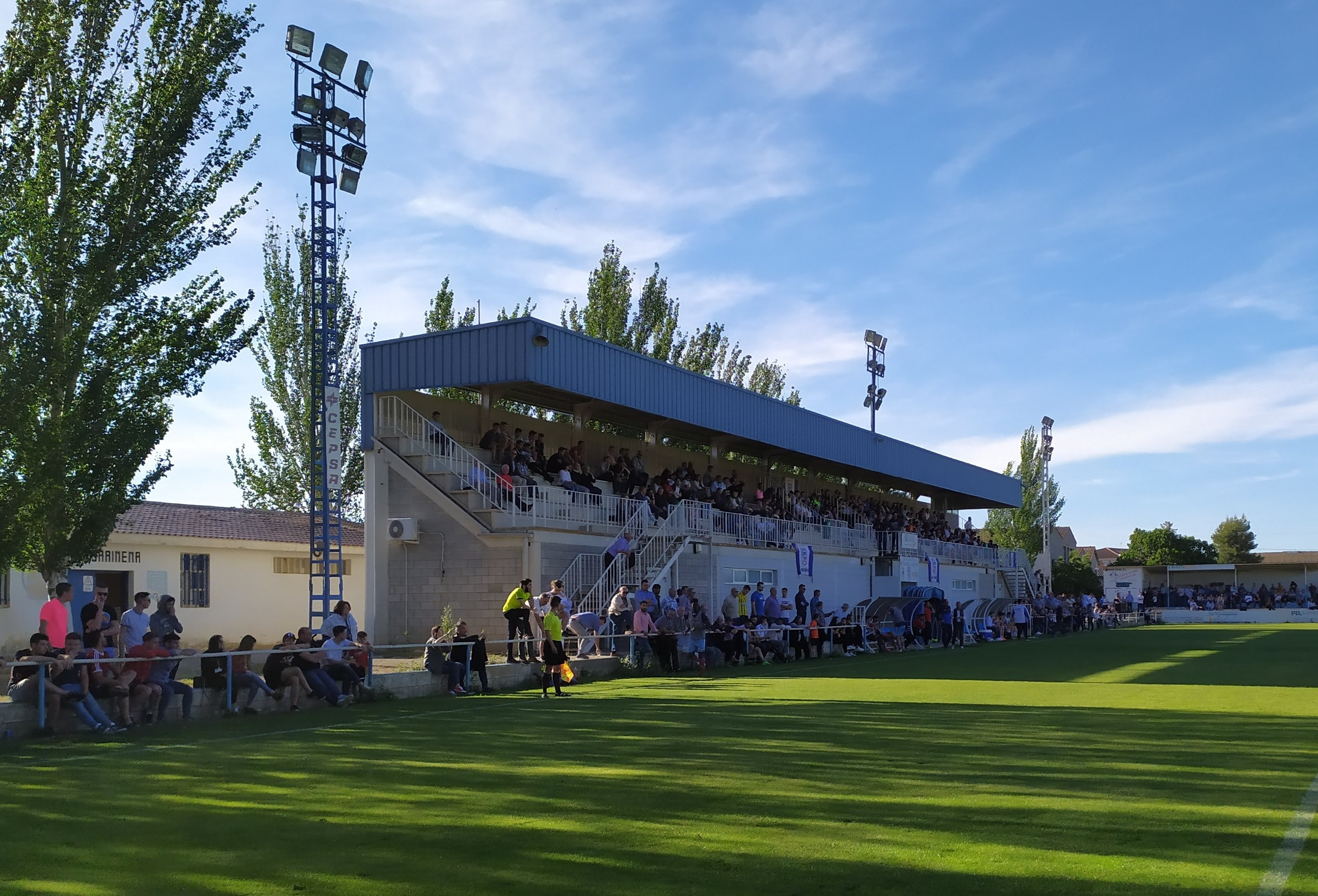
El Estadio de El Carmen.

Juega como local en el Estadio Municipal de El Carmen, inaugurado en 1950, el cual tiene un aforo aproximado de 4000 espectadores, 500 de los cuales, dispuestos en tribuna y es de titularidad municipal. Existe otro complejo municipal en la localidad donde el club puede realizar sus entrenamientos, el Instituto Gaspar Lax.

## Uniforme
- Uniforme titular: Camiseta blanca, pantalón azul y medias blancas.
- Uniforme alternativo: Camiseta, pantalón y medias rojas.
- Marca deportiva: Soka.

## Entrenadores
Últimos entrenadores
| - 2013-2013: Álex Monserrate. - 2013-2013: Iván Martínez Puyol. - 2013-2014: Manolo Villanova. - 2014-2015: David Navarro Arenaz. - 2015-2015: Ismael Mariani. - 2015-2016: Raúl Valbuena. - 2016-2016: Quique García. |  | - 2016-2017: Óscar Laguna. - 2017-2018: Ángel Oliva. - 2018-2018: Gori Silva. - 2018-2019: Dani Martínez. - 2019-2020: Manuel Tena. - 2020-2020: Miki Sierra. - 2020-2021: Diego Gómez. |  | - 2021-2022: Moisés Gutiérrez. - 2022-2022: Juan González. - 2022-2023: Rafa Hidalgo. - 2023-2023: Rodrigo Betrián. - 2023-2024: Quique Benedí. - 2024-2025: Alfonso Grande. - 2025-Act.: Javier Galindo. |

## Datos del club
- Temporadas en Segunda División B / Segunda Federación: 1.
- Temporadas en Tercera División / Tercera Federación: 35.
- Mejor puesto en liga: 20.º (temporada 2013-14).[nota 1]
- Peor puesto en liga: 20.º (temporada 2013-14).[nota 2]
- Participaciones en la Copa del Rey: 3.
- Mejor puesto en Copa del Rey: 2ª ronda (1977-78 y 2013-14).

## Palmarés

### Campeonatos Nacionales
- Tercera División de España (1): 2012-13 (Grupo 17).
- Subcampeón de la Tercera División de España (2): 1988-89 (Grupo 16), 2011-12 (Grupo 17).

### Campeonatos Regionales
- Copa Federación (Aragón) (1): 2015-16
- Subcampeón de la Regional Preferente de Aragón (2): 2021-22 (Grupo 1).